# Первак
Перва́к — народна назва самогону, що утворюється на початковій стадії перегонки.

## Склад
Як правило, первак містить від 60 % до 70 % етилового спирту. У перваці також підвищений вміст альдегідів, метанолу та ефірів до небезпечних концентрацій, внаслідок чого він більш токсичний, ніж наступна фракція («серце» вигонки).

## Галерея

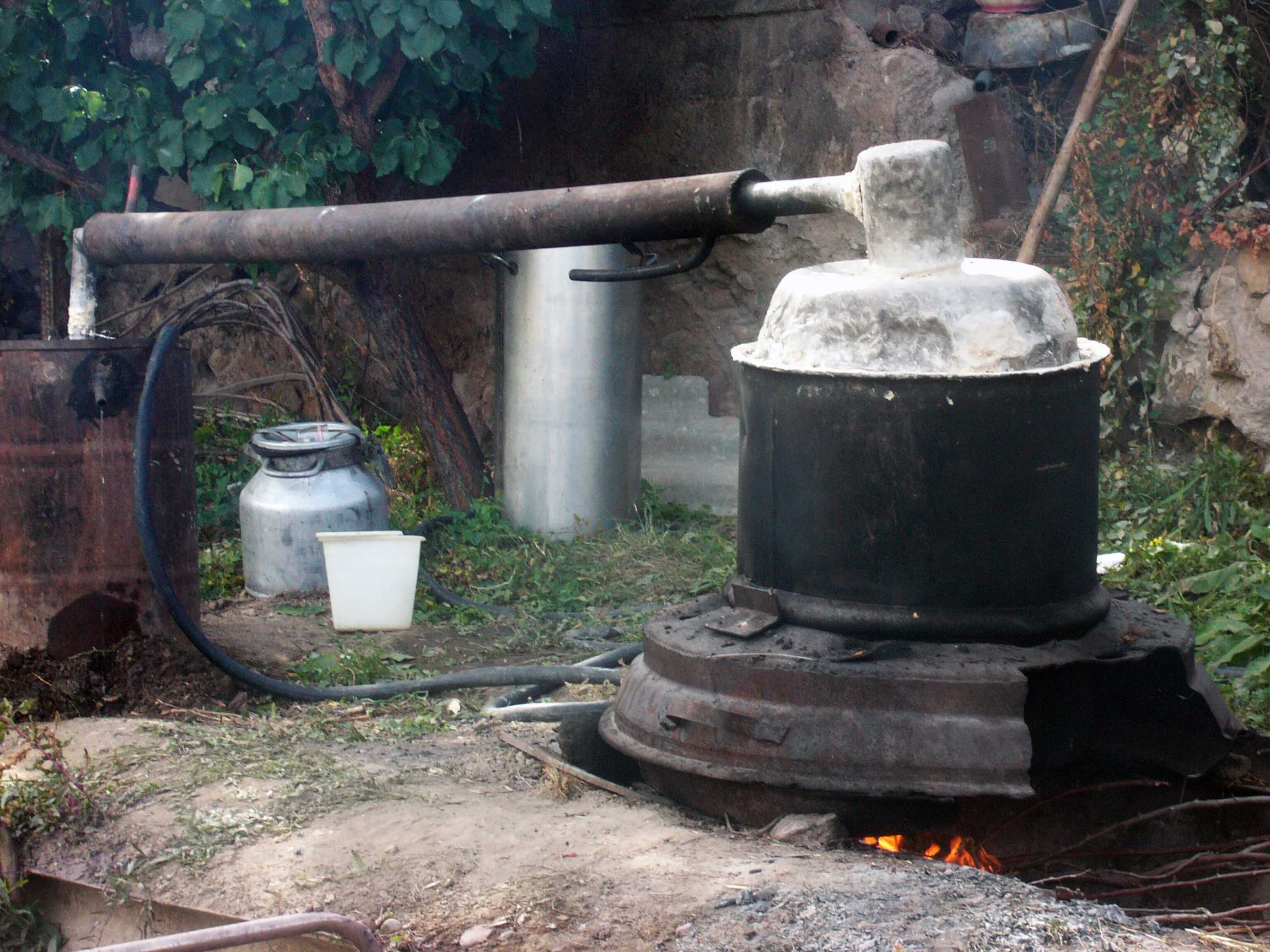
Самогонний апарат
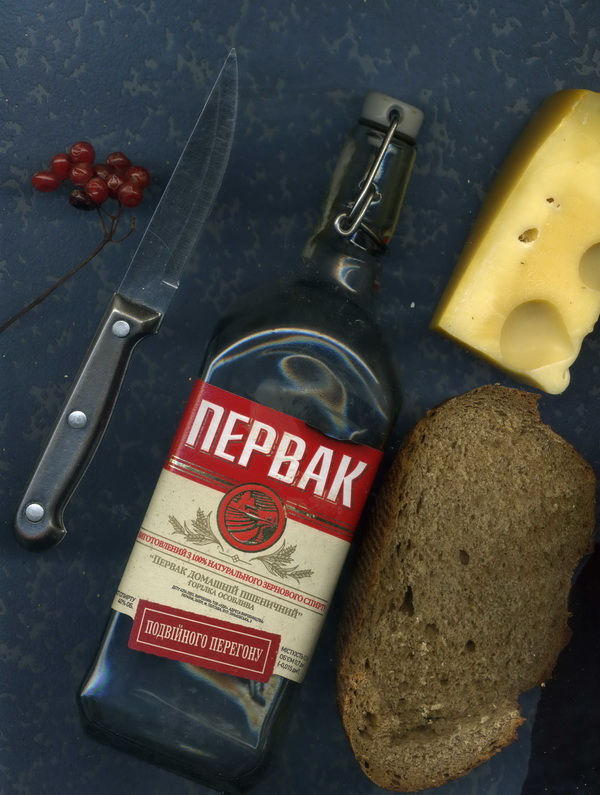
Полтавський первак, 2015